# グーテンベルク21
グーテンベルク21は、1998年に開始されたデジタル書店。代表は大和田伸。

## 概要
翻訳家の大出健が、本名の大和田伸名義で1998年7月に開始した電子出版社。提供作品数は2020年3月現在で約1200点で。所在地は東京都世田谷区。販売については当初は自社のホームページで、（ダウンロードの）テキストやエキスパンドブック形式で販売していたが、2020年現在では、アマゾンKindleストア、Google Play、紀伊國屋書店、Apple Booksなどの電子書籍配信サービスを利用している。
出版名は15世紀に活版印刷の基礎を築いたとされるヨハネス・グーテンベルクに由来し、グーテンベルク21は「21世紀のグーテンベルク」を目指す意味である。定期的に新刊登録され、取り扱っている作品は世界文学の古典が多いが、他社刊の書籍では絶版になった作品など、まだ著作権が有効な作品も積極的に登録している。また、新たに翻訳された作品も多い。